# 704 إنتيرامنيا
704 إنتيرامنيا هو كويكب كبير جدا يقدر قطره بحوالي 350 كيلومترا. متوسط المسافة بينة وبين الشمس هي 3.067 (وحدة فلكية). تم اكتشافه في 2 أكتوبر 1910 من قبل فينتشنزو سيرولي، واسماه نسبة للاسم اللاتيني لمدينة تيرامو، الإيطالية، حيث عمل سيرولي. يعتقد أن 704 إنتيرامنيا خامس أكبر الكويكبات بعد سيريس، 4 فيستا، بالاس، و 10 هيجيا، وتقدر كتلتة بحوالي 1.2٪ من كتلة حزام الكويكبات بأكمله.